# Xã Crocker, Quận Polk, Iowa
Xã Crocker (tiếng Anh: Crocker Township) là một xã thuộc quận Polk, tiểu bang Iowa, Hoa Kỳ. Năm 2010, dân số của xã này là 45.595 người.